# Ntrepid
Ntrepid é uma empresa de software, hardware e cibersegurança dos Estados Unidos registrada na Flórida e com sede em Herndon, estado de Virgínia.

## História
Em 2008, a companhia Anonymizer foi adquirida pela Abraxas Corporation, que, por sua vez, foi vendida para a empresa de inteligência Cubic Corporation por US$ 124 milhões em 2010. Alguns ex-funcionários da Abraxas deixaram a companhia para formar a Ntrepid naquele mesmo ano. Lance Cottrell, fundador da Anonymizer, é o cientista-chefe da Ntrepid. A empresa Anonymizer pertence na sua totalidade à Ntrepid.

## Contrato militar
Em março de 2011, a Ntrepid fechou um contrato de US$ 2.76 milhões com as forças armadas dos Estados Unidos para o "gerenciamento de identidades online". O contrato serviu para a criação de tecnologia que incluiria atividades de blog em sites de Internet, exclusivamente fora dos EUA, a fim de "combater ideologias extremistas violentas e propaganda inimiga." Esta tecnologia permitiria que um operador criasse e controlasse anonimamente até dez perfis virtuais a partir de um único computador.
O projeto é supervisionado pelo Comando Central dos Estados Unidos (Centcom, na sigla em inglês). Seu porta-voz, Commander Bill Speaks, afirmou que a operação seria realizada nos idiomas árabe, persa e urdu.
Acredita-se que o projeto esteja ligado ao programa Operation Earnest Voice, que havia sido inicialmente desenvolvido no Iraque como arma de guerra psicológica contra apoiadores da Al-Qaeda na Internet e outras organizações inimigas das forças de coalizão.